# Rakitski gvozd
Rakitski gvozd je planina u Bosni i Hercegovini, u Zapadnoj Hercegovini. Prostire se u općini Posušju. Dio je zapadnog lanca južnih dinarskih planina.